# Vitrupe - Tuja
Vitrupe - Tuja este o arie protejată (arie specială de conservare — SAC, sit de importanță comunitară — SCI, arie de protecție specială avifaunistică — SPA) din Letonia întinsă pe o suprafață de 3.593,33 ha, integral marine.

## Localizare
Centrul sitului Vitrupe - Tuja este situat la coordonatele 57°34′17″N 24°21′17″E / 57.5714°N 24.3546°E.

## Înființare
Situl Vitrupe - Tuja a fost declarat arie de protecție specială avifaunistică în ianuarie 2010 pentru a proteja 6 specii de animale. Alte tipuri de protecție:
- sit de importanță comunitară (în decembrie 2008)
- arie specială de conservare (în ianuarie 2010)[1][3][4]

## Biodiversitate
Situată în ecoregiunea boreală, aria protejată conține 1 habitat natural: Recifuri.
La baza desemnării sitului se află mai multe specii protejate:
- păsări (5): Bucephala clangula, Clangula hyemalis, lebădă de vară (Cygnus olor), codalb (Haliaeetus albicilla), ferestrașul mare (Mergus merganser)
- pești (1): Lampetra fluviatilis

Pe lângă speciile protejate, pe teritoriul sitului au mai fost identificate 8 specii de plante, 10 specii de păsări, 2 specii de nevertebrate.